# Tahquamenonfälle
Die Tahquamenonfälle (englisch Tahquamenon Falls) sind eine Reihe von Wasserfällen im Norden Michigans. Sie werden durch den Tahquamenon River gespeist, kurz bevor dieser in den Oberen See mündet. Die Wasserfälle sind die größten in Michigan und mit die größten in den östlichen USA. Das Wasser hat eine bräunlich-gelbe Färbung und der Ort ist ein ganzjährig beliebtes Touristenziel.

## Geografie
Die Tahquamenonfälle werden durch den Tahquamenon River gespeist. Die heutige Schreibweise des Namens geht auf eine jesuitische Karte aus dem Jahre 1672 zurück. Die Wortherkunft kann heute aber nicht mehr ermittelt werden. Da der Tahquamenon River in einem borealen Feuchtgebiet mit einem großen Vorkommen an Zedern, Fichten und Hemlocktannen entspringt, ist das Wasser reichhaltig an Tanninen, die dem Wasser eine bräunlich-gelbe Farbe verleihen.  Dieser Umstand hat den Wasserfällen den Spitznamen Root Beer Falls eingebracht.
Die Wasserfälle gliedern sich in die Oberen Fälle (englisch Upper Falls) und die Unteren Fälle (englisch Lower Falls). Bei den Oberen Fällen handelt es sich um einen einzelnen, mit 15 Meter Fallhöhe höchsten Wasserfall. Die Flussbreite beträgt an dieser Stelle 60 Meter. Während des Frühjahrshochwassers stürzen bis zu 190 m³/s Wasser den Fall herab. Die Unteren Fälle befinden sich etwa 6,5 km flussabwärts. Sie bestehen aus einer Reihe von kleineren Kaskaden, die sich um eine Insel winden.
Die Fälle sind Teil des 1947 gegründeten Tahquamenon Falls State Park, der den Fluss auf den letzten Kilometern vor der Mündung umgibt. Daher gibt es mit der M-123 nur eine gepflasterte Straße, die den Zugang zu den Wasserfällen ermöglicht. Zwischen Paradise und den Unteren Fällen können vermehrt Elche entlang des Flusses beobachtet werden.

## Tourismus

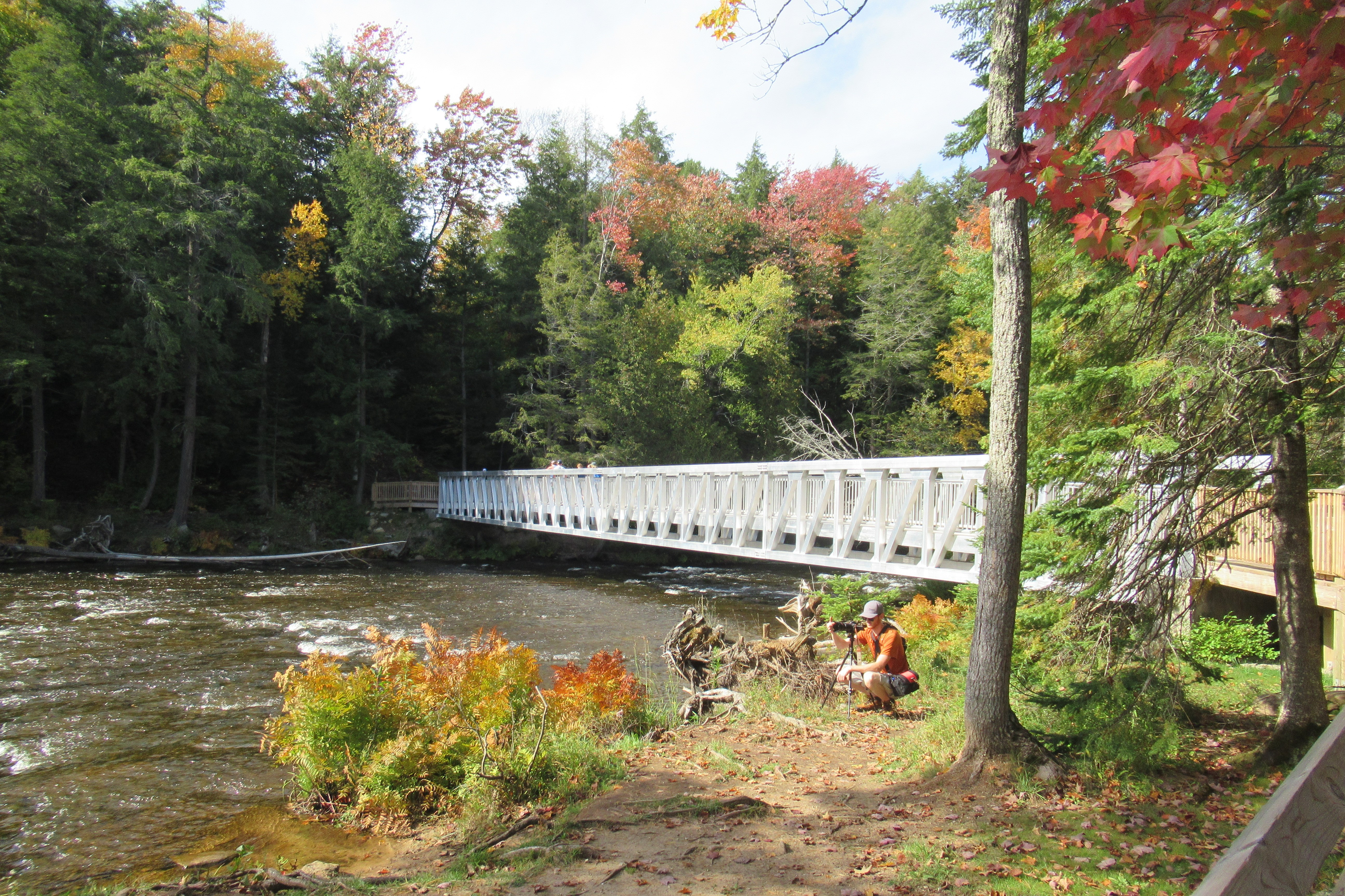
Die Ronald A. Olson Brücke

Die Fälle sind eine ganzjährige Touristenattraktion. Die Oberen Fälle können je nach Jahreszeit mit einem kostenpflichtigen Shuttle-Service erreicht werden. Alternativ besteht ein Wanderweg von etwa 400 m. Vor Ort erwartet die Besucher eine Reihe von Aussichtsplattformen in verschiedenen Höhen. Die unteren Fälle können mit Kanus, die in der Ortschaft Paradise zum Verleih angeboten werden, oder über einen Wanderweg erreicht werden. Seit 2022 ist die Mittelinsel über die 43 m lange Ronald A. Olson Brücke auch für Menschen mit körperlicher Beeinträchtigung erreichbar. Der Bau der Aluminiumbrücke wurde zunächst kontrovers diskutiert, da Kritiker eine Einschränkung des Kanuerlebnisses und Beeinträchtigung der Landschaft fürchteten. Die einzelnen Brückensegmente musste mit einem Hubschrauber angeliefert werden und wurden vor Ort verbunden. 
Das sechste Lied des Albums Michigan von Sufjan Stevens ist nach den Fällen benannt.